# Adolph Doebber
Adolph Doebber (* 20. August 1848 in Magdeburg; † 22. April 1920 in Weimar) war ein deutscher Architekt, Baubeamter und Architekturhistoriker.

## Leben
Nach der Reifeprüfung am Wilhelm-Gymnasium in Berlin 1868 besuchte er die Berliner Bauakademie. 1876 legte er die Baumeisterprüfung ab, war danach beim Bau der Kadettenanstalt in Lichterfelde tätig und wurde anschließend bei der Heeresverwaltung in Spandau angestellt.
1892 wurde er Intendantur- und Baurat bei der Intendantur des 3. Armee-Korps. 1898 trat er in den Ruhestand, um sich ganz seinen architekturgeschichtlichen Studien widmen zu können; 1918 ließ er sich in Weimar nieder.
Doebber beschäftigte sich mit der Erforschung der Berliner Architektur des Klassizismus und besonders ihren Beziehungen zu Weimar und Goethe, so publizierte er etwa zu dem Architekten Heinrich Gentz, der das Theater in Lauchstädt und das Schloss in Weimar erbaute.

## Veröffentlichungen
- Lauchstädt und Weimar. Eine theaterbaugeschichtliche Studie. Mittler, Berlin 1908.
- Die Berliner „Alte Münze“ und ihr Erbauer. In:  Mitteilungen des Vereins für die Geschichte Berlins. Nr. 2, 1909, S. 27–36 (zlb.de).
- Das Schloß in Weimar. Seine Geschichte vom Brande 1774 bis zur Wiederherstellung 1804 (= Zeitschrift des Vereins für Thüringische Geschichte und Altertumskunde Neue Folge Supplementheft 3). G. Fischer, Jena 1911 (Digitalisat).
- Kunst- und Baudenkmäler im Tessin. In: Wochenschrift des Architekten-Vereins zu Berlin. 2, 1907, Nr. 11–14.
- Adolph Doebber: Die Entwürfe zum Denkmal für Friedrich den Großen in Berlin. In: Zentralblatt der Bauverwaltung. Nr. 53, 1912, S. 334–337, 341–342 (zlb.de).
- Das Innere des alten Weimarer Theaters. In: Goethe-Jahrbuch. 33, 1912, S. 152–157 (Digitalisat).
- Studienreisen in Sizilien und Besteigung des Ätna im Jahre 1792. Sonderdruck aus dem Manuskript. Sittenfeld, Berlin [um 1914].
- Heinrich Gentz, ein Berliner Baumeister um 1800. Heymann, Berlin 1916.
- Joseph Furttenbach der Ältere als Theater- und Schulhausbaumeister. In: Zentralblatt der Bauverwaltung. Nr. 10, 1917, S. 57–60 (zlb.de).
- Goethe und sein Gut in Ober-Roßla. Nach den Akten im Goethe- und Schiller-Archiv u. im Geh. Haupt- und Staats-Archiv zu Weimar. In: Jahrbuch der Goethe-Gesellschaft. 6, 1919, S. 195–239 (Digitalisat).
- Schinkel und Goethe. Ein Gedenkblatt zum 13. März. In: Zentralblatt der Bauverwaltung. Nr. 22, 1919, S. 113–115 (zlb.de).
- Gilly, David. In: Ulrich Thieme, Fred. C. Willis (Hrsg.): Allgemeines Lexikon der Bildenden Künstler von der Antike bis zur Gegenwart. Begründet von Ulrich Thieme und Felix Becker. Band 14: Giddens–Gress. E. A. Seemann, Leipzig 1921, S. 48 (Textarchiv – Internet Archive).
- Gilly, Friedrich. In: Ulrich Thieme, Fred. C. Willis (Hrsg.): Allgemeines Lexikon der Bildenden Künstler von der Antike bis zur Gegenwart. Begründet von Ulrich Thieme und Felix Becker. Band 14: Giddens–Gress. E. A. Seemann, Leipzig 1921, S. 48–49 (Textarchiv – Internet Archive).
- Gontard, Karl Philipp Christian von. In: Ulrich Thieme, Fred. C. Willis (Hrsg.): Allgemeines Lexikon der Bildenden Künstler von der Antike bis zur Gegenwart. Begründet von Ulrich Thieme und Felix Becker. Band 14: Giddens–Gress. E. A. Seemann, Leipzig 1921, S. 372–373 (Textarchiv – Internet Archive).
- Schinkel in Weimar. In: Jahrbuch der Goethe-Gesellschaft. 10, 1924, S. 103–130 (Digitalisat).